# Українці, що загинули під час війни в Афганістані (1979-1989)
Вважається, що всього під час радянсько-афганської війни загинуло 2378 українців. Однак вихідців з теренів України та тих, хто спочиває в українській землі, дещо більше. Так, за даними книги «Чорні тюльпани. Афганський мартиролог України», цифра зростає до 3087.
| Регіон                    | Кількість загиблих |
| ------------------------- | ------------------ |
| Автономна Республіка Крим | 166                |
| Вінницька область         | 139                |
| Волинська область         | 67                 |
| Дніпропетровська область  | 218                |
| Донецька область          | 296                |
| Житомирська область       | 129                |
| Закарпатська область      | 53                 |
| Запорізька область        | 121                |
| Івано-Франківська область | 82                 |
| Київська область          | 103                |
| Кіровоградська область    | 103                |
| Луганська область         | 161                |
| Львівська область         | 117                |
| Миколаївська область      | 60                 |
| Одеська область           | 177                |
| Полтавська область        | 80                 |
| Рівненська область        | 102                |
| Сумська область           | 121                |
| Тернопільська область     | 48                 |
| Харківська область        | 220                |
| Херсонська область        | 52                 |
| Хмельницька область       | 110                |
| Черкаська область         | 84                 |
| Чернівецька область       | 48                 |
| Чернігівська область      | 116                |
| Київ                      | 115                |

- Список медиків, загиблих в Афганській війні